# Carlo d'Étampes
Carlo d'Évreux o Carlo d'Étampes (1305 – 5 settembre 1336) figlio di Luigi di Francia, conte d'Évreux ed Étampes, e di Margherita d'Artois, fu conte d'Étampes, che gli fu donata come appannaggio dal padre.

Blasone di Carlo

Sostenne il mezzo cugino Filippo di Valois quando accedette al trono di Francia come Filippo VI, opponendosi all'altro pretendente, Edoardo III d'Inghilterra.
Sposò nel 1335 Maria de La Cerda, figlia di Ferdinando de la Cerda (figlio a sua volta dell'infante Ferdinando di Castiglia) e di Juana Nuñez de Lara. Carlo e Maria ebbero:
- Luigi (1336-1400), conte d'Étampes;
- Giovanni (1336-morto a Roma dopo il 1373).

Morì il 5 settembre 1336; inumato nella chiesa di un convento dei Cordeglieri a Parigi, dove la sera del 19 novembre 1580 un incendio devastò la tomba. La salma in seguito venne trasferita alla Basilica di Saint-Denis.

## Ascendenza
|                        |                     |                         | Genitori                           |  |  | Nonni |  |  | Bisnonni            |  |  | Trisnonni             |  |
|                        |                     |                         |                                    |  |  |       |  |  | Luigi IX di Francia |  |  | Luigi VIII di Francia |  |
|                        |                     |                         |                                    |  |  |       |  |  | Luigi IX di Francia |  |  | Luigi VIII di Francia |  |
|                        |                     | Bianca di Castiglia     |                                    |  |  |       |  |  | Luigi IX di Francia |  |  |                       |  |
| Filippo III di Francia |                     |                         |                                    |  |  |       |  |  | Luigi IX di Francia |  |  |                       |  |
|                        |                     | Margherita di Provenza  | Raimondo Berengario IV di Provenza |  |  |       |  |  |                     |  |  |                       |  |
|                        |                     | Margherita di Provenza  | Raimondo Berengario IV di Provenza |  |  |       |  |  |                     |  |  |                       |  |
|                        |                     | Margherita di Provenza  | Beatrice di Savoia                 |  |  |       |  |  |                     |  |  |                       |  |
| Luigi d'Évreux         |                     | Margherita di Provenza  |                                    |  |  |       |  |  |                     |  |  |                       |  |
|                        |                     | Enrico III di Brabante  | Enrico II di Brabante              |  |  |       |  |  |                     |  |  |                       |  |
|                        |                     | Enrico III di Brabante  | Enrico II di Brabante              |  |  |       |  |  |                     |  |  |                       |  |
|                        |                     | Enrico III di Brabante  | Maria di Svevia                    |  |  |       |  |  |                     |  |  |                       |  |
| Maria di Brabante      |                     | Enrico III di Brabante  |                                    |  |  |       |  |  |                     |  |  |                       |  |
|                        |                     | Alice di Borgogna       | Ugo IV di Borgogna                 |  |  |       |  |  |                     |  |  |                       |  |
|                        |                     | Alice di Borgogna       | Ugo IV di Borgogna                 |  |  |       |  |  |                     |  |  |                       |  |
|                        |                     | Alice di Borgogna       | Iolanda di Dreux                   |  |  |       |  |  |                     |  |  |                       |  |
| Carlo d'Étampes        |                     | Alice di Borgogna       |                                    |  |  |       |  |  |                     |  |  |                       |  |
|                        | Roberto II d'Artois | Roberto I d'Artois      |                                    |  |  |       |  |  |                     |  |  |                       |  |
|                        | Roberto II d'Artois | Roberto I d'Artois      |                                    |  |  |       |  |  |                     |  |  |                       |  |
|                        | Roberto II d'Artois | Matilde di Brabante     |                                    |  |  |       |  |  |                     |  |  |                       |  |
| Filippo d'Artois       | Roberto II d'Artois |                         |                                    |  |  |       |  |  |                     |  |  |                       |  |
|                        |                     | Amicie de Courtenay     | Pierre de Courtenay                |  |  |       |  |  |                     |  |  |                       |  |
|                        |                     | Amicie de Courtenay     | Pierre de Courtenay                |  |  |       |  |  |                     |  |  |                       |  |
|                        |                     | Amicie de Courtenay     | Perrenelle de Joigny               |  |  |       |  |  |                     |  |  |                       |  |
| Margherita d'Artois    |                     | Amicie de Courtenay     |                                    |  |  |       |  |  |                     |  |  |                       |  |
|                        |                     | Giovanni II di Bretagna | Giovanni I di Bretagna             |  |  |       |  |  |                     |  |  |                       |  |
|                        |                     | Giovanni II di Bretagna | Giovanni I di Bretagna             |  |  |       |  |  |                     |  |  |                       |  |
|                        |                     | Giovanni II di Bretagna | Bianca di Navarra                  |  |  |       |  |  |                     |  |  |                       |  |
| Bianca di Bretagna     |                     | Giovanni II di Bretagna |                                    |  |  |       |  |  |                     |  |  |                       |  |
|                        |                     | Beatrice d'Inghilterra  | Enrico III d'Inghilterra           |  |  |       |  |  |                     |  |  |                       |  |
|                        |                     | Beatrice d'Inghilterra  | Enrico III d'Inghilterra           |  |  |       |  |  |                     |  |  |                       |  |
|                        |                     | Beatrice d'Inghilterra  | Eleonora di Provenza               |  |  |       |  |  |                     |  |  |                       |  |
|                        |                     | Beatrice d'Inghilterra  |                                    |  |  |       |  |  |                     |  |  |                       |  |